# Штудер, Шерил
Шерил Штудер (24 октября 1955 года, штат Мичиган) — американская оперная певица, обладающая драматическим сопрано. Пела во многих ведущих оперных театрах мира. Штудер исполнила более восьмидесяти ролей: от драматического репертуара до ролей, чаще всего связанных с лирическим и колоратурным сопрано и с меццо-сопрано. Штудер особенно известна своими интерпретациями произведений Рихарда Штрауса и Рихарда Вагнера.

## Биография
Оперная певица родилась в многодетной семье в городе Мидленде, штата Мичиган. С детства изучала игру на фортепиано, а с 12 лет стала брать уроки вокала у Гвендолин Пайк. В 1974 году окончила среднюю школу и поступала в Оберлинскую музыкальную консерваторию. Однако из-за переезда семьи в Теннесси ей пришлось покинуть обучение. В Тенниссе девушка поступила в университет и уже в 1979 году получила степень бакалавра по специальности «Вокальное искусство». За время обучения принимала участие во многих музыкальных конкурсах и одержала несколько побед: в 1977 году на премии «Музыкальная Америка» и в 1978 году в конкурсе Прослушивания Национального совета Метрополитен-оперы. Летом 1979 года Штудер посещала курс для иностранных студентов по искусству немецкого языка, посвящённый жанру Lied. В программу обучения был включён репертуар Ирмгард Зефрид и Бригитты Фассбендер. После курса будущая певица осталась в Европе для дальнейшего обучения и уже в 1979 году получила премию имени Франца-Шуберта за выдающиеся достижения в интерпретации жанра Lied.

## Карьера
В 1981 году Штудер начала свою карьеру в составе Баварской государственной оперы под управлением дирижёра Заваллиш Вольфганга. С 1990 года она исполняла партии в Метрополитен-опере. 9 июля 2010 года Штудер дебютировала в качестве режиссёра в новой постановке «Россини». С октября 2003 года Штудер преподаёт в Университете музыки в Вюрцбурге. Певица также является почётным профессором Центральной консерватории музыки в Пекине. Штудер проводит ежегодную серию мастер-классов и оперные мастерские на Северо-Эгейский Музыкальном Фестивале на острове Лесбос, Греция, который она организовует самостоятельно на международном уровне. На её мастер-классы приезжают слушатели из США, Греции, Южной Корея, Китая, Испании, Италии и Германии.

## Записи

### Сольные записи
- Колоратурные Арии Беллини (La sonnambula/Норма), Verdi (La traviata/Il trovatore), Доницетти (Lucia di Lammermoor/Lucrezia Borgia), Россини (Il barbiere di Seviglia/Семирамида), записанный 4/89, Мюнхенский Радио-оркестр, Gabriele Ferro, EMI
- Священные произведения (И. С. Бах/Шуберт/Мендельсон/Гендель/Моцарт/Гуно/Форе/Пуленк/Бернштейн/Брух), записанные 3/91, Лондонский симфонический оркестр, Ион Марин, Deutsche Grammophon
- Арии Моцарта (Die Entführung aus dem Serail/Die Zauberflöte/Идоменей/Le nozze di Figaro/Don Giovanni/La clemenza di Tito/Così fan tutte), записано 9/89, Академия Святого Мартина в полях- Сэр Невилл Марринер, Philips
- Schubert Lieder, записано 6/90, Ирвин Гейдж, фортепиано, Deutsche Grammophon